# Pijlpuntsnavelhaai
De pijlpuntsnavelhaai (Deania profundorum) is een vis uit de familie van de zwelghaaien en snavelhaaien (Centrophoridae) en behoort derhalve tot de orde van doornhaaiachtigen (Squaliformes). De vis kan een lengte bereiken van 79 centimeter.

## Leefomgeving
De pijlpuntsnavelhaai is een zoutwatervis. De vis prefereert diep water en komt voor in de Grote en Atlantische Oceaan. De soort komt voor op dieptes tussen 205 en 1790 meter.

## Relatie tot de mens
De pijlpuntsnavelhaai is voor de visserij van geen belang. In de hengelsport wordt er weinig op de vis gejaagd.